# Dolany (Kladnói járás)
Dolany település Csehországban, a Kladnói járásban. Dolany Hostouň, Hřebeč, Unhošť, Velké Přítočno, Pavlov, Malé Přítočno és Lidice településekkel határos. Lakosainak száma 286 fő (2024. január 1.).

## Népesség
A település lakosságának változását az alábbi diagram mutatja:
| Lakosok száma | 263  | 280  | 282  | 255  | 187  | 184  | 270  | 300  | 274  | 286  |
|               | 1869 | 1890 | 1921 | 1950 | 1980 | 2001 | 2017 | 2019 | 2022 | 2024 |